# Сенежская студия
Сенежская студия (студия дизайна «Сенеж») — учебно-экспериментальная студия Союза художников, созданная в 1964 году в подмосковном Доме Творчества «Сенеж» под руководством Евгения Розенблюма и Карла Кантора. Сыграла большую роль в развитии теории, творческой практики и педагогики художественного проектирования в сфере промышленного и общественного интерьера, дизайна машин и механизмов, музейной и выставочной экспозиции, в становлении современной школы проектирования развития городской среды.

## История и деятельность
В 1964 году на восточном берегу Сенежского озера близ города Солнечногорска во Всесоюзном Доме Творчества «Сенеж» Союза Художников СССР была создана экспериментальная студия дизайна «Сенеж» под руководством Е. А. Розенблюма и К. М. Кантора.
За годы работы студии в ней прошли обучение свыше полутора тысяч художников и архитекторов из более чем 50 городов России, стран СНГ, Польши, Германии и Болгарии. Более 70 групп художников участвовали в учебно-творческих семинарах как в Доме творчества «Сенеж», так и в выездных мероприятиях в различных городах СССР и за рубежом.

Проектирование городской среды занимало одно из центральных мест среди проектов Сенежской студии, поскольку многие участники семинаров были именно главными архитекторами и художниками различных российских городов. За время своей работы студией было выполнено около 50 крупных проектов под руководством Евгения Абрамовича Розенблюма. Это проектные разработки формирования и благоустройства исторических и градостроительных центров для Новосибирска, Тихвина, Алма-Аты, Тольяти, Набережных Челнов, Елабуги, Старой Руссы, Ленинграда и других городов. Наиболее известны проекты оформления Дерибасовской улицы в Одессе и Старого Арбата в Москве. Ни один из них не был полностью реализован, однако благодаря тому, что все проекты демонстрировались на выставках, широко обсуждались в печати, благодаря открытости процесса проектирования проектные идеи становились культурной потребностью и формировали проектный потенциал городского дизайна как одного из направлений дизайнерской деятельности— Мария Терентьевна Майстровская, доктор искусствоведения, профессор МГХПА имени С.Г. Строганова.
.
В качестве консультантов и лекторов в студию приглашали практиков и теоретиков архитектуры и дизайна, культурологии, истории, экологии и художественной критики: Владимира Аронова, Андрея Бокова, Вячеслава Глазычева, Олега Генисаретского, Ларису Жадову, Марка Коника, Эльну Орлову и других. В студии появлялись иностранные консультанты: поляки Шимон Бойко, Юзеф Мрощак, Богдан Урбанович.
С 1980-х годов «Сенежская студия» работала в Москве в Доме № 5 по Малому Власьевскому переулку.
На протяжении более чем 30-летней деятельности участниками Сенежской студии было выполнено множество проектных работ для разных городов, музеев и культурных площадок, среди которых: Олимпиада-80, культурный центр «Космос» (1981), музей Батюшкова в Вологде, музей революции СССР, Государственный музей А. С. Пушкина, музей Ф. М. Достоевского в Новокузнецке, Егорьевский историко-художественный музей и музей-усадьба «Большие Вязёмы», проект по благоустройству Елабуги (1984), «Праздник Севера в Мурманске»; «Благоустройство города Магнитогорска». Далеко не все из них были реализованы.
В 1992 году студия была зарегистрирована в качестве учреждения культуры как «Центральная студия художественно-проектного творчества». Её арт-директором стал Евгений Розенблюм. Студия работала над проектами музеев, усадеб, исторических кварталов Москвы.

## Концепция
Работа студии была связана с философской концепцей Г. П. Щедровицкого, одного из основателей Московского логического кружка (1952). Щедровицкий разрабатывал идею самоопределения методологии «как общей рамки всей жизнедеятельности людей» и «теоретико-деятельностного подхода» к проектированию. Он предложил новую форму организации «коллективного проективного мышления» — организационно-деятельностные игры (ОДИ). «Участники создавали проекты и модели, предполагающие постоянную трансформацию. Исследовали методику и технику изменений, завершенность не имела значения. Только что созданное признавалось устаревшим и подвергалось разрушению. Творческая личность архитектора-проектировщика также не имела того значения, которое ей придавалось раньше. Это было в полной мере коллективное творчество, и формообразование как „длящаяся система“».
В Сенежской студии (с 1967 г. Центральная учебно-экспериментальная студия художественного проектирования) дизайнеры занимались не только конструированием различных объектов, но и рисованием, живописью, фотографией. Главная идея заключалась в создании целостного художественного пространства, пригодного для всех сторон творческой деятельности. По концепции Розенблюма, основой проектирования является художественное творчество и изобразительное искусство — источник проектных образов. В этом «концепция Сенежа» противостояла классической идеологии дизайна, например, Ульмской школы Томаса Мальдонадо. Объект в «системе взаимозависимостей» (понятие, замещающее старый термин «функция») превращается в бинарную оппозицию «человек — вещь», под которой подразумевается комплекс ценностных социокультурных отношений. В «художественном проектировании», по убеждению Розенблюма, содержится не только конструирование, но и его философское осмысление. Один и тот же предмет может приобретать различные вещные значения в зависимости от контекста; помещенный в конкретное пространство, он становится полифункциональным и полисемантичным. Вещь — «это очеловеченный предмет». Соответственно все члены общества — проектировщики, заказчики, потребители — становятся участниками средового дизайна, стремясь «покинуть башню из слоновой кости». «Как в эйнштейновской физике пространство есть функция движения материи, так и в современной культуре пространство — функция человеческого существования», — утверждал руководитель студии. Иными словами, переход от функциональной конструкции к символическому значению форм наделяет эти формы новым иконологическим смыслом. Отсюда понятия «открытой формы» и проектирование не вещей, а ситуаций, «сюжетов», в которых эти вещи «оживают».
Новое направление программного дизайна декларировало творческий метод, основанный на дизайн-концепции — «проектном высказывании» дизайнера о смысле и образе будущего объекта ещё до начала проектирования. Дизайн-концепция представляет собой не решение какой-либо практической задачи, а вопрос, ответ на который потребует разработки в последующем. Такой подход предполагает особенную, эвристическую методику («мозговой штурм», алгоритм «проб и ошибок», «путь лабиринта», моделирование нестандартных ситуаций, создание «многомерных матриц», «сократические беседы» и дискурсивный полилог). Формирование дизайн-программ требует подготовительной аналитической работы, эрудиции участников, владения вербальными и визуальными способами проектирования, средствами макетирования и моделирования (графической и предметно-пространственной композиции), организации взаимодействия представителей разных профессий.
В начале 1980-х гг. К. М. Кантор выдвинул концепцию «свободного целеполагания», реализуемого в особом проектном языке, противопоставляемом традиционному инженерному проектированию («инжинирингу»), связанному с задачами конкретного производства. В книге «Правда о дизайне» (1996) он одним из первых включил понятие проектности в понятие духовной культуры. Кантор, в то время сотрудник ВНИИТЭ и заместитель главного редактора журнала «Декоративное искусство СССР», разрабатывал идею проектона — «объективно-субъективного зародыша» будущей проектной идеи, способной преобразовать действительность в целом. Сенежская студия, несмотря на своё недолгое существование, стала важным этапом в развитии технической эстетики и отечественного дизайна, знаменующего переход от классического промышленного «художественного конструирования» отдельных вещей и даже от дизайна систем к свободному, синтезирующему различные виды деятельности «художественному проектированию» (термин Розенблюма) и прогнозированию социо-культурной и пространственной среды жизнедеятельности человека.

## Из воспоминаний о студии
«Дизайнерские курсы дали умение мыслить, понять, что такое плоскость, объём и как с ними обращаться. И как отображать реальную жизнь на плоскости, в объёме. Что у нас в руках? Краски, кисти и холст. Как передать то, что ты чувствуешь в жизни, на холсте? Понимание этого и дал мне дизайн. Кроме того — профессионализм и умение терпеливо доделывать вещь до конца. И еще — кругозор. Знания нам давались очень умно. Уникальные лекции. Какие личности были! Карл Моисеевич Кантор — искусствовед, а может, и больше, философ — он чисто теоретически заложил основу советского дизайна. Читал лекции о понятии дизайна, о его возникновении и возможностях. О том, что такое красота и польза. По практике дизайна был Марк Александрович Коник — и друг, и художественный руководитель. Большой талант, великолепный живописец. Окончил Ташкентский художественный институт. Его принцип отношения к дизайну — умение творчески мыслить — был для него главным, не важно, стоишь ты перед холстом или перед проектом. Всё остальное — средства выражения того, что ты имеешь внутри себя. То, что я знал как живописец — цвет, форма, линия, — помогло мне стать дизайнером, мыслить как дизайнер. Евгений Абрамович Роземблюм — один из основоположников той сенежской студии, в которой мы начинали заниматься. Он — прекрасный дизайнер и организатор. Практик. Знания у него огромнейшие и еще дар — умение сплотить коллектив, создать творческую обстановку. Мы все варились в одном котле. Все учились друг у друга. Преподавал в Сенеже интересный человек. Архитектор, дизайнер Вячеслав Леонидович Глазычев. Он любил повторять: „Любую гениальную творческую идею можно запороть, если ее поставить на голосование общества“. И еще мне очень запомнилось: „Город — это рынок. Это виртуальная реальность. Художник одинок везде“. С интересом, раскрыв рты, слушали мы лекции философа Олега Игоревича Генисаретского. Помню, рассказывал он о суфизме. Слушали как зачарованные».— Оразнепесов Какаджан

## Внешние медиафайлы
- «Сенеж». 1972. Режиссёр: Виктор Семенюк.
- Папа Русского Дизайна — Евгений Абрамович Розенблюм // ShazinaGallery. 2017. 4 августа.
- Марк Александрович Коник о дизайне в СССР. Для выставки «Советский дизайн 1950-80-х» // MoscowDesignMuseum. 2013. 26 марта.